# Synechie
Eine Synechie (Mehrzahl Synechien, von altgriechisch συνέχεια synécheia, deutsch ‚das Zusammenhängen‘) bezeichnet im medizinischen Sprachgebrauch eine Verklebung oder Verwachsung von normalerweise nicht direkt verbundenem Gewebe. Die mechanische Trennung solcher Verwachsungen wird als Synechiotomie (vgl. -tomie) bezeichnet.
Infolge entzündlicher oder traumatischer Vorgänge kommt es zum Aneinanderhaften von Strukturen, die zuvor durch Körperflüssigkeiten oder Luft (Atemwege) abgegrenzt waren. Auch angeborene Verwachsungen können als Synechien bezeichnet werden. 

## Beispiele für erworbene Synechien
- im Auge: Synechien der Regenbogenhaut mit der davorliegenden Hornhaut (vordere Synechien) oder der dahinterliegenden Linse (hintere Synechien),
- in der Gebärmutter: Synechien der Gebärmutterwände, ausgehend von der Basalschicht ihrer Schleimhaut (vgl. Asherman-Syndrom),
- am Herz: Synechien zwischen innerem und äußerem Blatt des Herzbeutels,
- in der Nase: Synechien von Nasenmuscheln mit der Nasenscheidewand,
- in der Niere: Synechien von Nierenkörperchen mit dem Epithel der Bowman-Kapsel,
- an der Vulva: Synechien zwischen den inneren Schamlippen.
- an den Stimmbändern: Synechien zwischen den beiden Stimmlippen.

## Beispiel für natürliche Synechie
- am Penis: Synechie zwischen Penisvorhaut und Glans penis. Die Vorhaut ist normalerweise beim Neugeborenen durch entsprechendes Bindegewebe verbunden, das sich normalerweise bis spätestens zum Ende der Pubertät von allein auflöst.